# Virus de la mosaïque du brome
Bromovirus BMV
Espèce
Synonymes
- Brome mosaic virus (ICTV, 1971)

Selon CABI :
- Brome mosaic bromovirus
- Marmor graminis
- ryegrass streak virus
- trespengrasmosaikvirus
- weidelgrasmosaikvirus

Le virus de la mosaïque du brome (Brome mosaic virus, BMV), nom scientifique Bromovirus BMV, est une espèce de virus du genre Bromovirus (famille des Bromoviridae) dont c'est l'espèce-type. C'est un virus à ARN à simple brin de polarité positive rattaché au groupe IV de la classification Baltimore. C'est un phytovirus qui infecte des plantes monocotylédones (graminées).
Le BMV a été isolé pour la première fois en 1942 à partir de Bromus inermis et son organisation  génomique déterminée dans les années 1970, et il a été complètement séquencé avec des clones disponibles dans le commerce dès les années 1980.
Le BMV a été utilisé comme modèle pour étudier l'expression génique, la réplication de l'ARN, les interactions hôte-virus, la recombinaison et l'encapsidation par les virus à ARN à brin positif. Ces études ont révélé des idées et des principes applicables, au-delà du BMV, à de nombreux autres virus et à la biologie cellulaire en général.
En France, ce virus est repris dans la « liste des espèces-modèles pour la recherche » (arrêté du 3 septembre 2019).
Selon une enquête internationale menée en 2011 auprès de virologues par la revue Molecular Plant Pathology, le virus de la mosaïque du brome est considéré comme l'une des dix espèces de virus phytopathogènes les plus importantes, en tenant compte à la fois des aspects scientifiques  et économiques.

## Structure

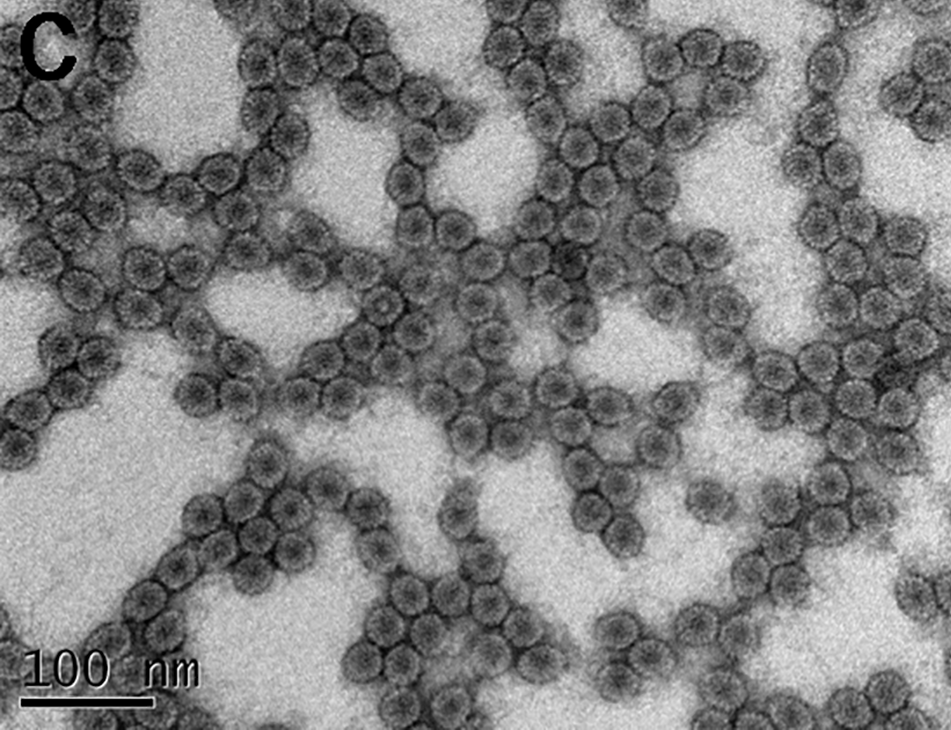
Virions icosaédriques du BMV vus en microscopie électronique (le trait représente 100 nm).

Les virions du BMV sont des particules parasphériques à symétrie icosaédrique, d'environ 27 nm de diamètre. La  capside est  composée  de  180  protéines de 20,3 kD identiques, qui forment une coque protégeant un génome d'ARN simple brin d’environ 1 MDa. 
Le génome, segmenté, tripartite, comprend trois segments d'ARN portant une coiffe, ARN1, ARN2 et ARN3, répartis dans trois virions distincts et identiques.
Il comprend au total quatre cadres de lecture ouverts (ORF).
L'ORF 1 (porté par l'ARN1) et l'ORF 2 (porté par l'ARN2) codent deux protéines, 1a (109 kDa, l'hélicase) et 2a (94 kDa, la polymérase), dont le rôle est de contribuer à la réplication virale en synthétisant un ARN complémentaire au génome, de polarité  négative,.
Le  troisième segment, ARN3, porte deux ORF : l'ORF 3, longue  de 2,1  kb, code une protéine de mouvement (32  KDa), qui permet le déplacement de cellule à cellule, et l'ORF 4 (0,8 kb) produit l'ARN4 (ARN sous-génomique issu de  la  transcription  partielle de l'ARN3 génomique) qui code la protéine de capside (20,3 kDa). Celle-ci est  interchangeable in vivo avec celle du Cowpea chlorotic mottle virus, très proche du BMV).
Les ARN1 et ARN2 sont suffisants pour infecter les protoplastes, mais les trois ARN sont nécessaires pour une infection systémique.

## Transmission
Dans la nature, le BMV est transmis par des nématodes du genre Xiphinema. Il  ne  peut  pas  être  transmis  par  des insectes, ni par des acariens, ni par les graines. Le BMV serait toutefois également transmis par des pucerons selon un mode non-persistant, mais avec une faible efficacité. En laboratoire, l'infection peut être réalisée par inoculation mécanique de la sève.

## Plantes-hôtes
Le BMV infecte les graminées, notamment les céréales cultivées telles que le blé, l'avoine, le maïs, l'orge, le seigle, et diverses espèces fourragères ou adventices, notamment dans les genres Bromus, Lolium, Phleum, Agropyron, Agrostis et Poa. Les espèces diagnostiques sont Zea mays (le maïs), chez lequel les plants de la plupart des lignées présentent des lésions primaires ou des stries suivies de nécrose et de mort, et Chenopodium sp. Le BMV est l'un des rares virus de graminées à causer des lésions locales sur Chenopodium amaranticolor, Chenopodium hybridum et Chenopodium quinoa.

## Symptômes
Les symptômes du virus de la mosaïque du brome (BMV) sont similaires à ceux du Wheat Streak Mosaic Virus (WSMV). Des taches et des stries jaunes ou blanches se propagent rapidement sur les feuilles et naissent initialement d'un motif de mosaïque jaunâtre. Les feuilles virent rapidement au jaune vif. Les plantes infectées peuvent être légèrement rabougries et produire des grains ratatinés. Les jeunes plantes présentent les symptômes les plus évidents et ceux-ci deviennent moins apparents à mesure que les plantes vieillissent. Certaines lignées de blé peuvent être des porteurs asymptomatiques.